# Théâtre dramatique du kraï de Transbaïkalie
Le théâtre dramatique du kraï de Transbaïkalie N.A. Berezina (en russe : Забайкальский краевой драматический театр им. Н. А. Березина) est un théâtre de la ville de Tchita et le principal théâtre du kraï de Transbaïkalie, en Russie.

## Histoire
Le premier théâtre apparaî en 1911 comme un théâtre appartenant à une troupe de théâtre de la ville de Samara. En 1939, la troupe s'installe à Tchita, sous le nom de théâtre Kouïbychev. En 2022, son directeur de 1990 à 2011 qui fut ariste émérite de Russie, N.A. Berezine, donna son nom au théâtre.